# Meghan McCain
Meghan McCain, née le 23 octobre 1984 à Phoenix, est une commentatrice politique et présentatrice d'émissions télévisées américaine. 

## Famille
Elle est la fille du sénateur républicain John McCain et de son épouse Cindy McCain. 
Elle est mariée depuis 2017 à Ben Domenech, écrivain et commentateur américain. Ensemble, ils ont une fille, Liberty, née en 2020.

## Carrière
Après avoir travaillé durant 10 mois sur Fox News pour le talk-show Outnumbered, McCain devient co-présentatrice de l'émission quotidienne The View sur ABC en 2017. En juillet 2021, elle annonce son prochain départ de l'émission après 4 saisons.